# Festspillene i Bayreuth
Festspillene i Bayreuth åbnede i 1876 under komponisten Richard Wagners ledelse og har lige siden været et centrum for opførelser af Wagners operaer. Komponisten udvalgte selv den sydtyske by til scenen for særlige festspil, hvor hans operaer skulle opføres under fordybelse og koncentration. Efter Wagners egne udkast opførtes et operahus, der brød med traditionerne ved at udelade al ydre pragt og i stedet skabe et hus med en unik akustik. Til forskel fra andre operahuse sidder orkestret skjult for publikum i en forsænket orkestergrav inde under scenen.
Festspillenes ledere gennem tiden:
- 1876–84 Richard Wagner
- 1886–1930 Cosima Wagner (en)
- 1931–44 Winifred Wagner
- 1951–66 Wieland Wagner
- 1966–2010 Wolfgang Wagner
- 2010–      Katarina Wagner og Eva Wagner-Pasquier

Festspillene afholdes hvert år i juli-august; hvert år opføres Parsifal og Nibelungens Ring og dertil oftest en nyopførelse.
Verdens bedste dirigenter har været engageret: Arturo Toscanini, Willem Mengelberg, Daniel Barenboim, Pierre Boulez, Karl Böhm, James Levine og Ádám Fischer. I 1987 og 1988 var den danske dirigent Michael Schønwandt engageret som den første nordiske dirigent. 
Danske sangere har optrådt på de berømte festspil: Lauritz Melchior, Helge Rosvaenge, Niels Møller, Inger Paustian, Tina Kiberg, Eva Johansson, Inga Nielsen, Leif Roar, Ticho Parly, Stig Fogh Andersen, Poul Elming, Lisbeth Balslev, Mette Ejsing, Stephen Milling, Magnus Vigilius og Brit-Tone Müllertz.